# Ford GT40 Mk II
Chronologie des modèles
Ford GT40 Ford GT40 Mk III
La Ford GT40 Mk II est une automobile de compétition fabriquée par le constructeur américain Ford à partir de 1964. Elle est homologuée pour courir dans la catégorie Sport de l'Automobile Club de l'Ouest et de la Fédération internationale de l'automobile. Évolution de la Ford GT40, la Mk II a remporté de nombreuses courses au cours de sa carrière, notamment les 24 Heures du Mans 1966, où elle a réalisé un triplé. Elle apparait d'ailleurs dans le film Le Mans 66 de James Mangold.

## Aspects techniques
Le Mk II a été reconstruit séparément par Holman-Moody (en) et Shelby American Inc. avec le 7,0 litres FE (427 ci) du Ford Galaxie, utilisé en NASCAR à l'époque et modifié pour une utilisation sur route. Le châssis de la voiture était similaire au châssis Mk I de construction britannique, mais lui et d'autres parties de la voiture ont dû être repensés et modifiés par Holman Moody pour accueillir le moteur 427 plus gros et plus lourd. Une nouvelle boîte de vitesses à quatre vitesses construite par Kar Kraft a remplacé la boîte à cinq vitesses ZF utilisée dans la Mk I.
Le moteur de la Ford GT40 Mk II, d'une cylindrée de 6 982 cm3, beaucoup plus élevée que celle du moteur de sa devancière, qui était de 4 736 cm3, est refroidi par eau et lubrifié par carter humide. Il développe une puissance d'environ 485 ch à 6 200 tr/min. La forme générale de la voiture ne change pas réellement. Cependant, le capot arrière voit l'arrivée de deux prises d'admission d'air supplémentaires. De plus, les deux entrées d'air situées sur le dessus des passages de roues voient leur surface de prise augmenter légèrement. La cylindrée du moteur ayant significativement augmenté, ces améliorations visent à maximiser la quantité d'air recevable par le moteur. Dans l'objectif d'améliorer le refroidissement du moteur, le réservoir d'eau du radiateur voit son volume augmenter. S'ajoute à cela le remplacement des deux petites entrées d'air situées sur la face avant par une seule ouverture d'une surface plus importante.
Pour 1967, les Mk II ont été mis à niveau vers la spécification "B"; ils avaient une carrosserie repensée et deux carburateurs Holley pour 11 hp supplémentaires. Cependant, un lot d'arbres d'entrée mal traités thermiquement dans les boîtes-pont a écarté pratiquement toutes les Ford de la course à Daytona, et Ferrari a gagné 1-2-3. Les Mk IIB ont également été utilisées par Sebring au Mans cette année-là et ont remporté les 12 Heures de Reims en France. Pour les 24 Heures de Daytona, deux modèles Mk II (châssis 1016 et 1047) ont vu leurs moteurs rebaptisés moteurs Mercury ; Ford voit une bonne occasion de faire de la publicité pour cette division de l'entreprise.

## Histoire en compétition
Trois exemplaires remportent les trois premières places de l'édition des 24 Heures du Mans 1966 (Chris Amon et Bruce McLaren, Denny Hulme et Ken Miles, et Dick Hutcherson et Ronnie Bucknum), prenant le public européen par surprise et battant Ferrari pour terminer 1-2-3 au classement. La Ford GT40 a remporté la course pendant les trois années suivantes.
En 2018, la Mk II qui a terminé 3e au classement général des 24 Heures du Mans 1966 a été vendue par RM Sotheby's pour 9 795 000 $ (7 624 344 £) - le prix le plus élevé atteint pour une GT40 aux enchères.

Le triplé vainqueur de GT40 Mk II lors des 24 Heures du Mans 1966.
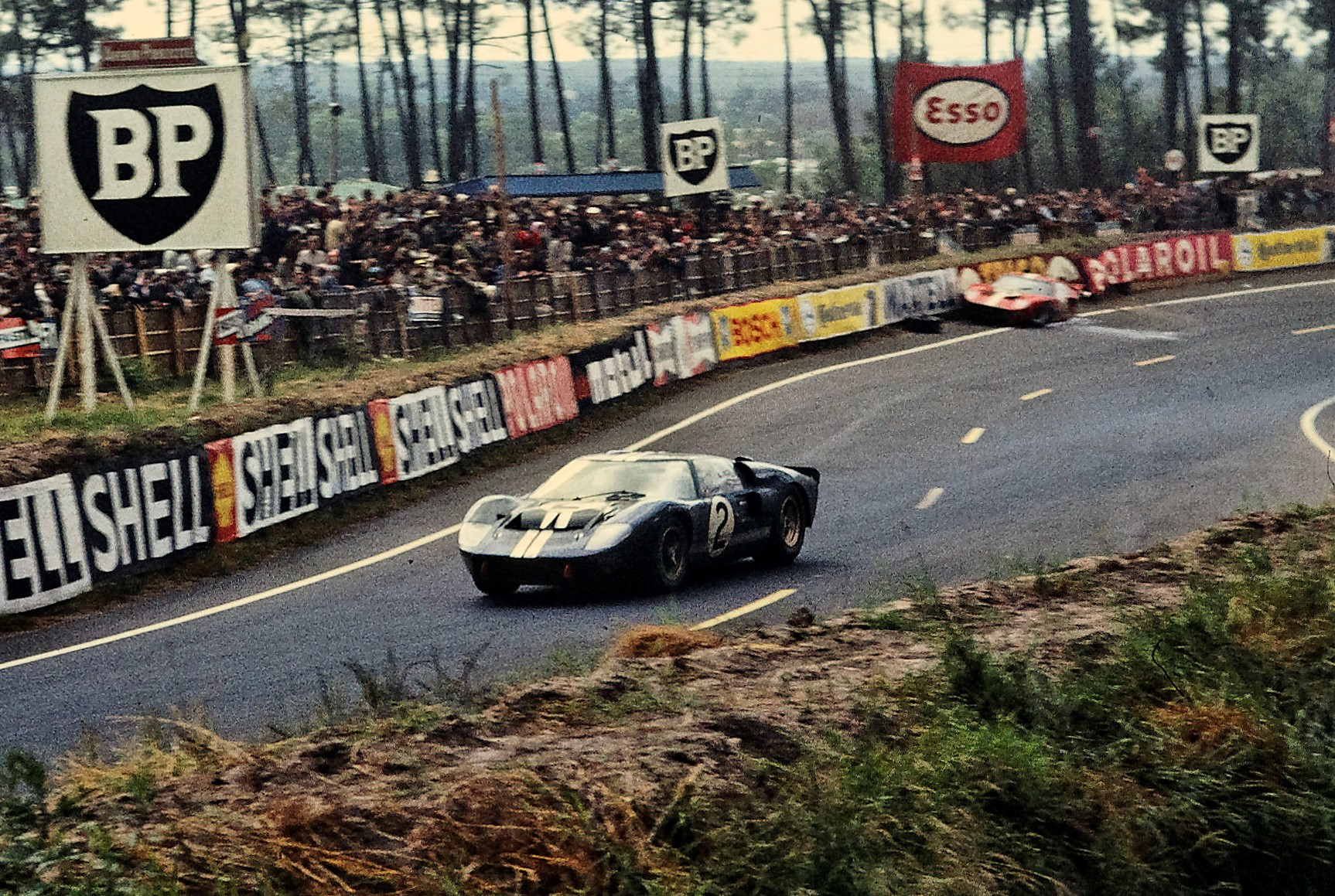
Première n°2.
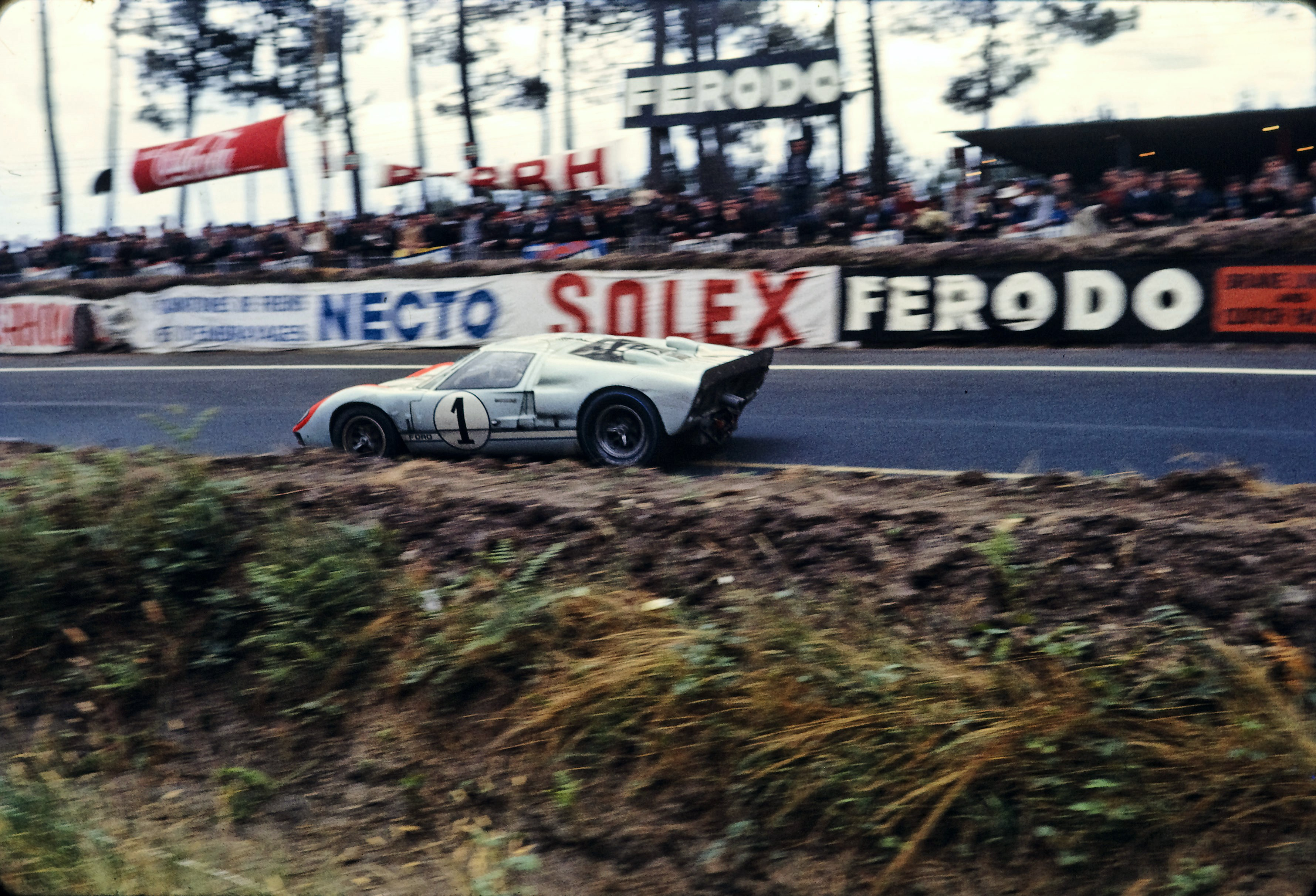
Deuxième n°1.
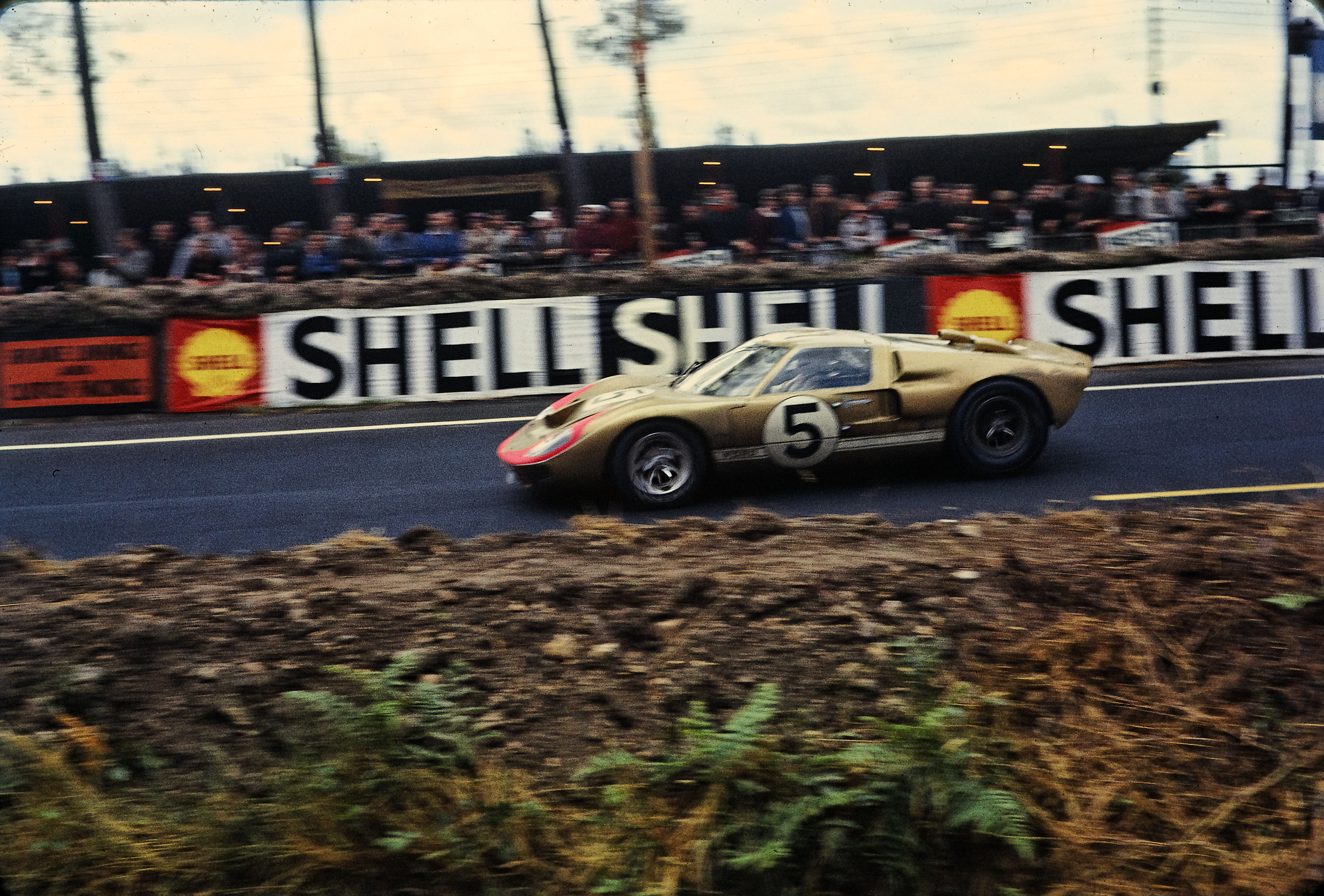
Troisième n°5.

| Année | Écurie                               | Type  | Numéro | Catégorie | Pilotes                            | Résultats |
| ----- | ------------------------------------ | ----- | ------ | --------- | ---------------------------------- | --------- |
| 1965  | Shelby-American Inc.                 | MkII  | 1      | P         | Ken Miles, Bruce McLaren           | Abandon   |
| 1965  | Shelby-American Inc.                 | MkII  | 2      | P         | Phil Hill, Chris Amon              | Abandon   |
| 1966  | Shelby-American Inc.                 | MkII  | 1      | P         | Ken Miles, Denny Hulme             | 2e        |
| 1966  | Shelby-American Inc.                 | MkII  | 2      | P         | Bruce McLaren, Chris Amon          | 1er       |
| 1966  | Shelby-American Inc.                 | MkII  | 3      | P         | Dan Gurney, Jerry Grant (en)       | Abandon   |
| 1966  | Holman-Moody (en)                    | MkII  | 4      | P         | Mark Donohue, Paul Hawkins         | Abandon   |
| 1966  | Holman-Moody (en) / Essex Wire Corp. | MkII  | 5      | P         | Ronnie Bucknum, Richard Hutcherson | 3e        |
| 1966  | Holman-Moody (en)                    | MkII  | 6      | P         | Mario AndrettiLucien Bianchi       | Abandon   |
| 1966  | Alan Mann Racing Ltd.                | MkII  | 7      | P         | Graham HillBrian Muir              | Abandon   |
| 1966  | Alan Mann Racing Ltd.                | MkII  | 8      | P         | Sir John Whitmore Frank Gardner    | Abandon   |
| 1967  | Holman-Moody (en) Ford France S.A.   | MkIIB | 6      | P         | Jo Schlesser, Guy Ligier           | Abandon   |
| 1967  | Holman-Moody (en) Ford France S.A.   | MkIIB | 5      | P         | Roger McCluskeyFrank Gardner       | Abandon   |